# Walter Schnell (Politiker)
Walter Schnell (* 1953) ist ein deutscher Politiker (Freie Wähler).
Schnell war der Sohn des Landwirtes und Ehrenamtlichen Bürgermeisters von Kammerstein Leonhard Schnell. Er machte 1969 seine Mittlere Reife an der Städtischen Handelsschule in Schwabach und 1973 das Abitur am Johannes-Scharrer-Gymnasium in Nürnberg.
Von 1974 bis 1977 studierte er Theologie sowie Kultur- und Erziehungswissenschaft. 1977 legte er sein Erstes Staatsexamen ab und 1980 sein Zweites. Ab 1977 war er Lehrer und später Konrektor an der Johannes Kern Schule in Schwabach.
Bei der Kommunalwahl Bayern 1996 wurde er zum ersten hauptamtlichen Bürgermeister der Gemeinde Kammerstein gewählt. Dreimal wurde er im Amt bestätigt und ging 2020 in Ruhestand. Nach der Auflösung der Verwaltungsgemeinschaft Schwabachtal 1998 baute er die eigenständige Verwaltung der Gemeinde Kammerstein auf.
Zeitweise war er Vorsitzender des Landesjugendkonvents, Vorsitzender des Kreisjugendrings Roth oder als Jugenddelegierter beim Lutherischen Weltbund. 1978 wurde er in den Kreistag des Landkreises Roth gewählt und ist 1996 Stellvertreter des Landrats. Seit 2002 ist er Mitglied der Landessynode der Evangelisch-Lutherische Kirche in Bayern. 2008 wurde er Mitglied im Bezirkstag von Mittelfranken, des Bezirksausschuss, Fraktionsvorsitzender und Beauftragter für das Fränkische Freilandmuseum Bad Windsheim. Seit 2008 ist er Orts-, Kreis- und Bezirksvorsitzender der Freien Wähler. 2014 wurde er Mitglied der Synode der Vereinigte Evangelisch-Lutherische Kirche Deutschlands und der Synode der Evangelische Kirche in Deutschland. 2015 wurde er Vizepräsident der Landessynode der Evangelisch-Lutherische Kirche in Bayern. Nach dem Rücktritt von Herbert Eckstein bis zum Amtsantritt von Ben Schwarz  amtierte er als Landrat des Landkreises Roth.
2016 erhielt er das Bundesverdienstkreuz am Bande.